# اشرف‌الاسلام رعنا
اشرف‌الاسلام رعنا (بنگالی: আশরাফুল ইসলাম রানা؛ زادهٔ ۱ مهٔ ۱۹۸۸) بازیکن فوتبال اهل بنگلادش است.
از باشگاه‌هایی که در آن بازی کرده است می‌توان به باشگاه ورزشی محمدان (داکا) اشاره کرد.
وی همچنین در تیم‌های ملی فوتبال زیر ۲۳ سال بنگلادش و بنگلادش بازی کرده است.